# Vlag van Raalte

vlag van de gemeente Raalte

vlag van de gemeente Raalte (1962-2002)

vlag van de gemeente Raalte (tot 1962)

De vlag van Raalte is op 28 februari 2002 door de gemeenteraad van de Overijsselse gemeente Raalte aangenomen als gemeentevlag, na een fusie met Heino. De vlag heeft een hoogte-breedteverhouding van 2:3 en bestaat uit een zwart veld met daarop een breed kruis; in 1 en 4 staat een korenaar in geel, in 2 en 3 een klaver in wit. 
De tekening en de kleuren zijn afgeleid van het gemeentewapen. De klavers daarin waren afkomstig uit het wapen van Heino.

## Voorgaande vlag (1962)
de voorgaande vlag was aangenomen op 8 maart 1962 door de toenmalige gemeente Raalte. De vlag heeft een hoogte-breedteverhouding van 2:3 en bestaat uit een zwart veld met daarop een breed kruis; in 1, 2, 3 en 4 staat een korenaar in geel. Het ontwerp was afkomstig van het gemeentebestuur.
Deze vlag is afgeleid van het wapen van Raalte uit 1898 (in 1959 van een kroon voorzien).

## Voorgaande vlag (tot 1962)
Tot 1962 gebruikte Raalte officieus een andere vlag. Deze vlag bestond uit twee horizontale banen van gelijke hoogte in zwart en geel. Deze vlag was gebaseerd op de kleuren van het toenmalige wapen.

## Verwante afbeeldingen

Wapen van Raalte
Wapen van Raalte (1959)